# Mistrovství Československa v atletice 1953
Mistrovství ČSR mužů a žen v atletice 1953 v kategoriích mužů a žen se konalo 24. července až 26. července v Praze.

## Medailisté

### Muži
| Soutěž                                    | Zlato                                                                   | Stříbro                                                                                 | Bronz                                                                                |
| 100 m                                     | Václav Janeček 10,6                                                     | František Brož 10,7                                                                     | František Šimánek 10,8                                                               |
| 200 m                                     | Václav Janeček 21,6                                                     | František Brož 21,9                                                                     | František Šimánek 22,4                                                               |
| 400 m                                     | Milan Fillo 49,0                                                        | Lubomír Rek 49,4                                                                        | Čestmír Kodrle 49,6                                                                  |
| 800 m                                     | Alfréd Stržínek 1:54,6                                                  | Ludvík Liška 1:55,2                                                                     | Dušan Čikel 1:55,6                                                                   |
| 1500 m                                    | Stanislav Jungwirth 3:48,2                                              | Dušan Čikel 3:56,4                                                                      | Bořivoj Pojezný 3:56,6                                                               |
| 5000 m                                    | Emil Zátopek 14:11,4                                                    | Oldřich Košilka 15:04,4                                                                 | Jiří Koller 15:06,2                                                                  |
| 10 000 m                                  | Emil Zátopek 30:53,6                                                    | Jaroslav Šourek 32:30,4                                                                 | Jiří Šantrůček 32:58,8                                                               |
| 110 m př.                                 | Jan Mrázek 15,1                                                         | Milan Tošnar 15,1                                                                       | Alois Krul 15,2                                                                      |
| 400 m př.                                 | Miroslav Borsuk 53,4                                                    | Miloslav Moravec 53,9                                                                   | Dominik Kocinger 55,1                                                                |
| 3000 m př.                                | Jindřich Roudný 9:19,6                                                  | Vojtěch Hec 9:20,8                                                                      | Jaroslav Slavíček 9:21,4                                                             |
| 4 × 100 m                                 | František Brož Jiří David Václav Janeček Zdeněk Pospíšil ÚDA Praha 41,9 | Josef Cibulka Bohuslav Hlídek Oldřich Kvapil František Šimánek RH Praha 42,7            | Miloš Trůbl Jaroslav Fikejz Miroslav Borsuk Jiří David ÚDA Praha B 42,7              |
| 4 × 400 m                                 | Miroslav Borsuk Lubomír Rek Aleš Poděbrad Milan Fillo ÚDA Praha 3:15,6  | Alexander Zvolenský Alfréd Stržínek Ludvík Liška Stanislav Jungwirth ÚDA Praha B 3:16,0 | Sergej Kočmerževský Milan Knapp Jiří Vaněk Ivo Štěch Spartak Praha Stalingrad 3:26,4 |
| Skok do výšky                             | Jaroslav Krejčí 188 cm                                                  | Jaroslav Kovář 188 cm                                                                   | Gejza Valent a Stanislav Štefkovič 180 cm                                            |
| Skok o tyči                               | Antonín Saxa 401 cm                                                     | Miroslav Krejcar 390 cm                                                                 | Zbyněk Příhoda 390 cm                                                                |
| Skok daleký                               | Jaroslav Fikejz 731 cm                                                  | Václav Martínek 721 cm                                                                  | Jan Mrázek 715 cm                                                                    |
| Trojskok                                  | František Kubíček 14,54 m                                               | Jaromír Lank 14,47 m                                                                    | Vladimír Kubáň 14,31 m                                                               |
| Vrh koulí                                 | Jiří Skobla 16,43 m                                                     | Čestmír Kalina 14,68 m                                                                  | Václav Mudra 14,65 m                                                                 |
| Hod diskem                                | Karel Merta 48,72 m                                                     | Alojz Kormúth 46,34 m                                                                   | Jan Vrabel 46,02 m                                                                   |
| Hod kladivem                              | Miloš Máca 56,38 m                                                      | Oldřich Engel 55,45 m                                                                   | Jiří Dadák 54,82 m                                                                   |
| Hod oštěpem                               | Pavel Jílek 64,44 m                                                     | Jan Perek 62,93 m                                                                       | Jaroslav Uhlář 62,41 m                                                               |
| 10 km chůze                               | Josef Doležal 44:11,4                                                   | Jindřich Malý 49:37,6                                                                   | Vlastimil Kraus 49:45,6                                                              |
| 50 km chůze Praha – Poděbrady 30. 8. 1953 | Josef Doležal 4:36:50,6                                                 | Vlastimil Kraus 4:47:52,2                                                               | Václav Platil 4:56:07,4                                                              |
| Desetiboj Stará Boleslav 8. – 9. 8. 1953  | Miroslav Vlček 5716 bodů                                                | Oldřich Zikmunda 4977 bodů                                                              | Václav Bečvárovský 4958 bodů                                                         |
| Maratonský běh Úpice 6. 9. 1953           | Jaroslav Šourek 2:29:07,0                                               | Josef Poupě 2:31:56,0                                                                   | Walter Bednář 2:33:31,0                                                              |

### Ženy
| Soutěž                                 | Zlato                                                                                | Stříbro                                                                                             | Bronz                                                                    |
| 100 m                                  | Libuše Říhová 12,6                                                                   | Jana Rabová 12,7                                                                                    | Věra Noppová 12,9                                                        |
| 200 m                                  | Libuše Říhová 26,0                                                                   | Bedřiška Müllerová 26,9                                                                             | Alena Smyslová 26,9                                                      |
| 800 m                                  | Bedřiška Müllerová 2:16,5                                                            | Marie Bartáková 2:18,8                                                                              | Květoslava Navrátilová 2:25,0                                            |
| 80 m př.                               | Danuše Andrlová 12,0                                                                 | Dagmar Bosáková 12,1                                                                                | Olga Modrachová 12,2                                                     |
| 4 × 100 m                              | Jana Rabová Alena Smyslová Dana Andrlová Dagmar Bosáková Slavia Praha TÚTVS 49,4     | Květoslava Bukovská Bedřiška Müllerová Blahoslava Zvárová Libuše Říhová KVTVS Ústí nad Labem 50,6   | Müllerová Klacáková Jarmila Lelková Libuše Dvořáková Dynamo Praha 53,2   |
| 4 × 200 m                              | Jana Rabová Alena Smyslová Dagmar Bosáková Danuše Andrlová Slavia Praha TÚTVS 1:43,6 | Květoslava Bukovská Bedřiška Müllerová Blahoslava Zvárová Libuše Říhová KVTVS Ústí nad Labem 1:47,6 | Milena Wimmerová Klacáková Zajícová Libuše Dvořáková Dynamo Praha 1:54,8 |
| Skok do výšky                          | Olga Modrachová 158 cm                                                               | Blanka Malá 155 cm                                                                                  | Blahoslava Zvárová-Škrabálková 145 cm                                    |
| Skok daleký                            | Danuše Andrlová 554 cm                                                               | Alena Vejsová 542 cm                                                                                | Anna Plšková 542 cm                                                      |
| Vrh koulí                              | Adéla Tišlerová 12,84 m                                                              | Marie Chýlková-Hrubá 12,28 m                                                                        | Miloslava Smejkalová 11,99 m                                             |
| Hod diskem                             | Štěpánka Mertová 43,81 m                                                             | Sylvie Čechová 41,79 m                                                                              | Anna Stachovičová 39,64 m                                                |
| Hod oštěpem                            | Libuše Žáková 43,09 m                                                                | Alena Vejsová 39,20 m                                                                               | Marie Polášková 34,96 m                                                  |
| Pětiboj Ústí nad Labem 8. – 9. 8. 1953 | Blahoslava Zvárová 2898 bodů                                                         | Zlata Rozkošná 2882 bodů                                                                            | Alena Vejsová 2849 bodů                                                  |